# Lessingianthus gonzalezii
Lessingianthus gonzalezii là một loài thực vật có hoa trong họ Cúc. Loài này được S.Díaz & Obando mô tả khoa học đầu tiên năm 2002.